# 麟趾殿
麟趾殿，北齊藏書之所，後為北周的著述之所。《唐六典》卷六註：東魏於孝靜帝興和三年，“後魏以格代科，於麟趾殿刪定，名為《麟趾格》。”《周書·明帝紀》載：明帝初即位，“集公卿已下有文學者八十餘人於麟趾殿，刊校經史。”宋之問有《麟趾殿侍宴應制》，收入《全唐詩》。